# Sky Fits Heaven
«Sky Fits Heaven» es una canción interpretada por la cantante estadounidense Madonna, incluida en su séptimo álbum de estudio, Ray of Light (1998). Fue compuesta por Madonna y Patrick Leonard, mientras que la producción quedó a cargo de ambos junto con William Orbit. Incluye extractos del poema What Fits? (1992), del autor británico Max Blagg. Al no recibir créditos en las notas oficiales del álbum, el papel de Blagg  fue objeto de varias publicaciones que cuestionaron la inspiración de Madonna en la canción. La grabación tuvo lugar en los estudios Larrabee North de Universal City (California) en la segunda mitad de 1997 y contiene fills de batería creados por Orbit con filtros de audio. 
Los DJ Sasha y Victor Calderone produjeron remezclas de «Sky Fits Heaven» que originalmente habían figurado como lado B de «Drowned World/Substitute for Love», el tercer sencillo de Ray of Light publicado entre agosto y septiembre de 1998; posteriormente, el 2 de octubre de ese año, la compañía discográfica Sony Music Studios lanzó un sencillo en CD únicamente promocional del tema. Perteneciente a los géneros trance y techno, la letra incluye referencias al Evangelio y reflexiona sobre el camino espiritual de Madonna. En términos generales, obtuvo reseñas positivas de críticos y periodistas musicales, quienes elogiaron la producción de Orbit y la consideraron una de las pistas más destacadas del álbum.
Pese a que no fue publicado como sencillo comercial, alcanzó el puesto 41 en la lista estadounidense Dance Club Songs de Billboard en noviembre de 1998, gracias a la promoción de las remezclas en las discotecas del país. Madonna interpretó el tema en la gira mundial Drowned World Tour de 2001 como parte de un popurrí con «Mer Girl», también de Ray of Light. Figuró en el segundo segmento del espectáculo, con temática japonesa, y consistió en una batalla de artes marciales entre la artista y sus bailarines representados como ninjas y samuráis.

## Antecedentes

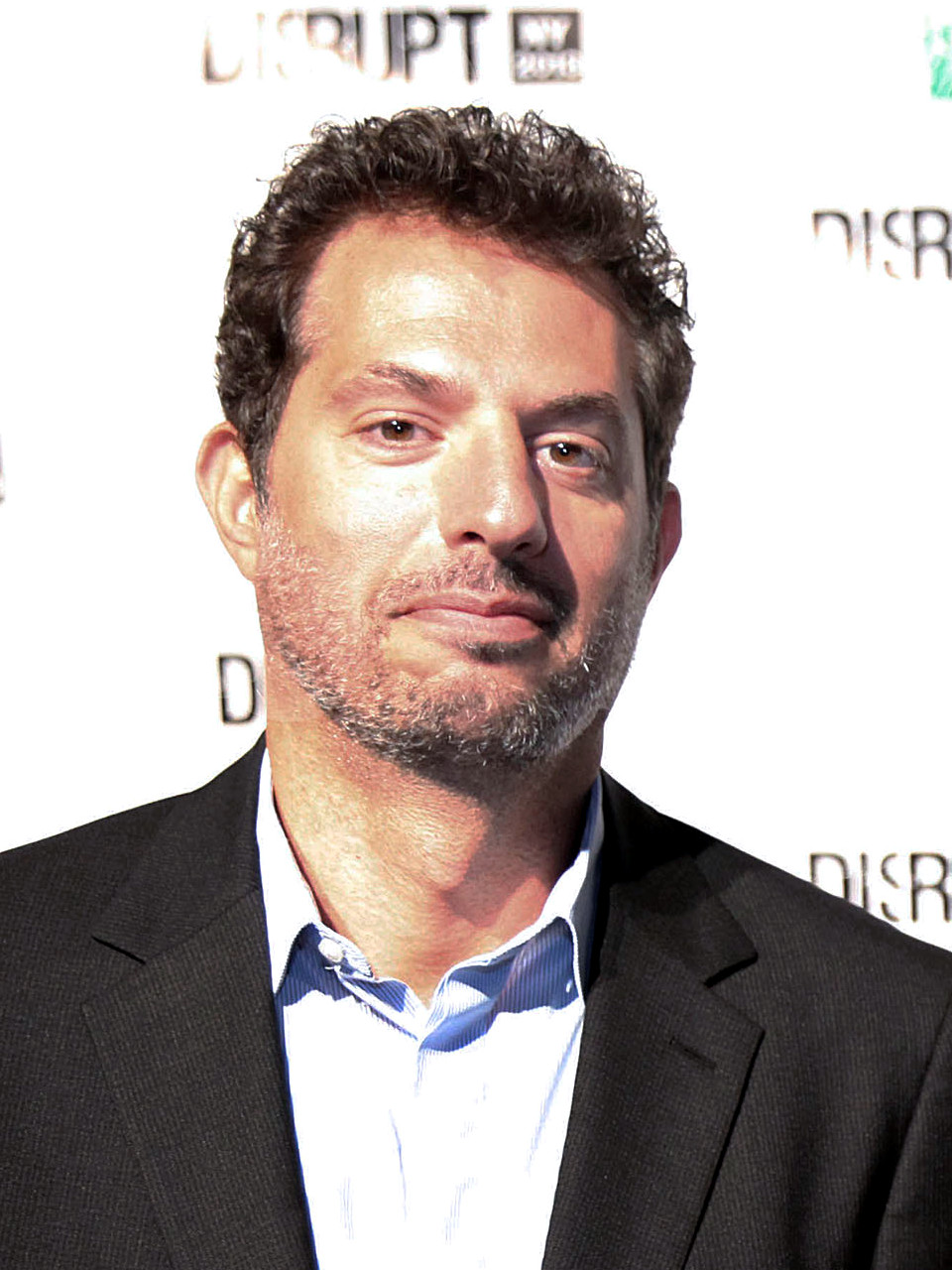
Para «Sky Fits Heaven», Madonna trabajó con el productor William Orbit luego de que Guy Oseary (fotografía), socio de la discográfica Maverick, se contactara con él y le solicitase algunas melodías para la cantante

Entre 1996 y 1998, Madonna pasó por una serie de experiencias que le «cambiaron la vida», entre ellas el nacimiento de su hija Lourdes «Lola» Leon, su interés por el yoga, el misticismo oriental y la cábala, así como el papel protagónico de Eva Perón en la adaptación cinematográfica del musical Evita, dirigida por Alan Parker. En 1997, empezó a trabajar en su séptimo álbum de estudio Ray of Light; para ello, compuso canciones con William Orbit, Rick Nowels, Patrick Leonard y Babyface con el propósito de que reflejara los «cambios de perspectivas» en relación con su vida personal. Joan Anderman del Boston Globe señaló que se trataba de un «disco dance profundamente espiritual», cuyo meollo se basaba en «liberarla de una carrera construida sobre imágenes recogidas e identidades cultivadas». La maternidad había suavizado emocionalmente a la artista, lo que se reflejaba en las canciones. En este sentido, ideó conceptos y usó palabras que implicaban pensamientos más profundos y personales, en lugar de las melodías típicas de música dance que había compuesto anteriormente. En aquella época, se encontraba en su fase «más espiritual» y, a medida que crecía su interés por el misticismo y la cábala, las letras adquirían un enfoque «menos situacional y más universal». En una entrevista con la revista Q, expresó que la maternidad la llevó a «buscar respuestas a preguntas que nunca antes me había hecho».
Madonna compuso la canción con Leonard durante el desarrollo de Ray of Light, aunque, a diferencia de su dinámica de trabajo anterior, este último solo coescribió cuatro temas del disco: «Sky Fits Heaven», «Skin», «Nothing Really Matters» y «Frozen». Su participación en la producción también fue mínima, ya que, en ese momento, la artista buscaba «cierta sensibilidad europea» en el álbum con música de Inglaterra y Francia que no «podría haber obtenido de un productor estadounidense». Por ende, trabajó principalmente con Orbit luego de que Guy Oseary, socio de la discográfica Maverick, se contactara con él en marzo de 1997 y le solicitase algunas melodías para la cantante; le envió una cinta de audio digital de trece pistas, entre las cuales se encontraba una maqueta de «Sky Fits Heaven». A los cinco días, ella se comunicó con el productor y le confirmó que ya había empezado a escribir letras basándose en sus pistas y que estaba interesada en colaborar con él. Era gran admiradora de los discos del productor y de las remezclas que había creado para sus sencillos anteriores; agregó: «Estaba interesada en fusionar una especie de sonido futurista. [...] Quería que sonara viejo y nuevo al mismo tiempo».

## Polémica por créditos
En 1992, el poema What Fits? del autor británico Max Flagg había aparecido en un comercial de Gap Inc. para el canal NBC. Ambientado en «una atmósfera de cafetería beatnik», mostraba a la actriz estadounidense Mädchen Amick modelando la nueva línea de pantalones de la empresa mientras Blagg recitaba los versos Sky fits heaven so ride it / Child fits mother so hold your baby tight / Lips fit mouth so kiss them («El cielo se adapta al paraíso, así que móntalo / el niño se adapta a la madre, así que abraza a tu bebé con fuerza / los labios encajan en la boca, así que bésalos»). Madonna utilizó los dos primeros versos que se mencionaban en el comercial y las empleó en «Sky Fits Heaven», con la excepción de que cambió la primera línea por Sky fits heaven so fly it («El cielo se adapta al paraíso, así que vuela»). Tras el lanzamiento de Ray of Light en marzo de 1998, surgieron las comparaciones entre los fanáticos de la cantante y la noticia llegó hasta las salas de chat de Internet.
George Rush, Joanna Molloy y Marcus Baram del New York Daily News reportaron por primera vez sobre el suceso el 12 de marzo de ese año. El equipo de Madonna informó que ella y el poeta habían llegado a un acuerdo anteriormente que le permitió incluir extractos de su poema en el tema. Si bien recibió una compensación por el uso, el autor a cambio no fue acreditado en las notas oficiales del álbum. Daniel Frankel de E! cuestionó las intenciones de la artista en el tema, que encontró «bastante similar» al poema. Por su parte, Francesca Chapman de The Philadelphia Inquirer escribió que «las musas de Madonna van desde la Virgen María hasta los proveedores de pornografía, por lo que no es ninguna sorpresa que su última inspiración pueda venir... de un anuncio de Gap. [...] Aparentemente, está bien que la chica material se atribuya el mérito del trabajo de otras personas, siempre que pague».

## Grabación
La grabación de «Sky Fits Heaven» se llevó a cabo en la segunda mitad de 1997 en los estudios Larrabee North de Universal City (California), y la masterización —a cargo de Ted Jensen— en Sterling Sound (Nueva York). Fue producida por Madonna, Orbit y Leonard, mientras que Pat McCarthy, David Reitzas, Jon Englesby, Mark Endard y Matt Silva fueron los responsables de la ingeniería. Según Orbit, «la mayoría de las pistas ya existían, por lo que [ella] trabajaba en las voces y las letras en casa o conduciendo en su coche». Al principio, se sintió incómodo con la presencia de la cantante controlando todo el proceso, pero poco a poco ambos lograron una dinámica de trabajo. La cinta de audio digital contenía la mayor parte de la grabación, así como primeras sesiones grabadas en la casa de Madonna en Nueva York y en los estudios Hit Factory.
La canción se grabó en un sintetizador Roland Juno-106; por tal razón, no se trabajó con músicos en vivo, lo que representó un problema de maquinaria que retrasó la grabación inicial, ya que, en su lugar, Orbit prefería trabajar con samples, sintetizadores y Pro Tools. Como resultado, tomó tiempo terminar la producción hasta que se repararon las máquinas. El tema cuenta con un fill de batería que Orbit creó con filtros de audio a partir de pequeños fragmentos. En una entrevista con la revista Keyboard, comentó que hubo un par de sesiones de batería en Los Ángeles, pero no funcionó, por lo que se puso en contacto con el británico Fergus Gerrand, quien tocó la batería en Londres. Orbit los unió en su estación de trabajo de audio digital y los cortó manualmente, en lugar de usar un software de autoedición como ReCycle.

## Publicación y remezclas

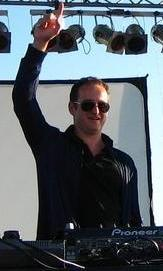
El británico Sasha fue uno de los DJ que produjo remezclas para «Sky Fits Heaven».

Los DJ Sasha y Victor Calderone produjeron remezclas para «Sky Fits Heaven», que habían figurado originalmente como lado B de «Drowned World/Substitute for Love», el tercer sencillo de Ray of Light, publicado entre agosto y septiembre de 1998 en Australia y Europa por Maverick y Warner Bros. Records. Posteriormente, el 2 de octubre de ese año, el sello Sony Music Studios lanzó un sencillo en CD únicamente promocional titulado Victor Calderone Remixes que incluía, además de «Sky Fits Heaven», remezclas de «Frozen» y «Ray of Light» y temas de otros artistas como Mt Rushmore, Billie Myers, Gloria Estefan y Garbage. Un año después, en octubre de 1999, una reelaboración exclusiva de la canción de casi nueve minutos apareció en el recopilatorio de Calderone titulado E=VC2, lanzado al mercado bajo el sello Tommy Boy Records.
Ninguno de los dos músicos pudo llegar a conocer a Madonna como parte del trabajo. Dado que «Sky Fits Heaven» no salió a la venta en ningún formato físico, no ingresó a la lista estadounidense Billboard Hot 100 debido a las reglas de aquel entonces, que establecían que solo aquellos sencillos publicados comercialmente podían ingresar. No obstante, gracias a la promoción en las discotecas del país, logró entrar al conteo Dance Club Songs el 24 de octubre de 1998 en el puesto 45. En su tercera semana dentro de los cincuenta primeros, ascendió hasta el número 41 y permaneció en total seis semanas, cuando hizo su última aparición el 28 de noviembre en la quincuagésima posición.

## Composición
| Siento que hablar de eso lo trivializa. He estado estudiando la cábala, que es la interpretación mística de la Torá. He estudiado budismo e hinduismo, estuve practicando yoga y, obviamente, sé mucho sobre el catolicismo. Hay verdades indiscutibles que las conectan a todas, y eso me resulta muy reconfortante y bueno. Mi camino espiritual es estar abierta a todo. Prestar atención a lo que tiene sentido, dejarlo absorber. Para mí, el yoga es lo más parecido a nuestra naturaleza real. —Madonna sobre la inspiración detrás de «Sky Fits Heaven» y «Shanti/Ashtangi». |

«Sky Fits Heaven» es una canción perteneciente a los géneros trance y techno. La música evoca a las secuencias del disco Phaedra (1974), de la banda alemana Tangerine Dream, y combina elementos tanto del trance como del drum and bass, así como contiene «atmósferas» de ambient e incluso de rock suave, lo que crea un paisaje sonoro optimista. Para el autor italiano Francesco Falconi, el sonido está «contaminado» por la electrónica y el dance. Según la partitura publicada en el sitio Musicnotes por Alfred Publishing Co. Inc., se establece en un compás de 4/4, con un tempo «moderadamente rápido» de 126 pulsaciones por minuto. Está compuesta en la tonalidad de fa mayor y el registro vocal de la cantante se extiende desde las notas sol3 a si bemol4. Sigue una progresión armónica de re menor—la menor—re en la primera estrofa. Inicia con un sonido en drone, que puede percibirse a través de un ecualizador, mientras que los acordes de un piano eléctrico completan la mezcla. Al bajo pesado inicial y el bombo se unen después la caja y los platillos. La primera estrofa crea una fuerte sensación de melancolía que no se repite del todo en el estribillo. Pasados los dos primeros minutos, los acordes cambian de dirección, pero la nota del bajo sigue siendo la misma. Tras un breve break de la caja, el siguiente verso se completa con guitarras eléctricas distorsionadas en el minuto 2:50 y un ritmo más lento de batería alrededor del minuto 3:50. Justo al final, un fraseo repetido de guitarra da paso a pitidos y a un segue que continúa hasta que inicia la siguiente canción del álbum, «Shanti/Ashtangi».
La letra, descrita como «espiritual» y «etérea», incluye referencias al profeta y al Evangelio, así como reflexiona sobre el camino espiritual de la cantante y sobre seguir al sol. Kenneth Bielen observó en The Lyrics of Civility: Biblical Images & Popular Music Lyrics in American Culture (2016) que la letra «da paso directamente a la oración de adoración oriental» y detalla el tema sobre el individuo que construye un orden sagrado personal. A lo largo de la canción, el narrador observa que esta dinámica espiritual individual es «de rigor»; se pregunta Isn't everyone just travelling down their own road? («¿No está cada uno viajando por su propio camino?»), de manera que, en respuesta, asegura que «seguirá [su] propio corazón». J. D. Considine de The Baltimore Sun sugirió que Madonna abordaba los «misterios del destino», y Bryan Lark de The Michigan Daily sostuvo que detallaba los dos ejes más importantes de la artista en ese momento: sus estudios espirituales y su hija Lourdes. Paul Northup de Third Way notó que declara que «todos los caminos conducen a Dios», especialmente en la línea Isn't everyone just / Traveling down their own road / Watching the signs as they go? («¿No está cada uno viajando por su propio camino, observando las señales a su paso?»). Para el autor, tales palabras insinuaban «una sensibilidad religiosa ingenua y privilegiada que tiene más que ver con el "éxito" occidental que con una auténtica peregrinación». En otro análisis, Hrisztalina Hrisztova-Gotthardt y Melita Aleksa Varga, autores de Introduction to Paremiology: A Comprehensive Guide to Proverb Studies (2015), señalaron que la cantante y Leonard utilizan pseudo proverbios, es decir, construcciones o ideas generales a menudo similares a las que transmiten los proverbios reales. En este sentido, asemejaron el verso Hands fits giving, so do it («La mano se adapta a lo que da, así que hazlo») con el proverbio If the cap suits, wear it («si te queda el saco, póntelo»).

## Recepción crítica
En términos generales, «Sky Fits Heaven» obtuvo reseñas favorables de críticos, académicos y periodistas musicales, quienes elogiaron la producción y la consideraron una de las pistas más destacadas de Ray of Light. En su libro The Complete Guide to the Music of Madonna (2004), Rikky Rooksby elogió los toques de producción «atmosféricos» y declaró que la melodía en el verso Traveling down this road («Viajando por este camino») recordaba a «Like a Prayer» (1989). Greg Kot del Chicago Tribune elogió el trabajo de Leonard y Orbit y señaló que «la fusión de ambas sensibilidades —las melodías pop de Leonard, así como los arreglos de cuerda y la psicodelia electrónica de Orbit— funciona sorprendentemente bien, especialmente en la gloriosa "Sky Fits Heaven"». J. D. Considine de The Baltimore Sun expresó que el álbum ofrecía melodías «inteligentes y profundas en ritmo» como la «oscura» «Sky Fits Heaven». Añadió: «Estos no son tratados filosóficos con ritmos incorporados, sino canciones completas que dependen más de la relación entre la melodía y el ritmo que de cualquier cosa en la letra». Eddi Fiegel, uno de los editores de Madonna: Blond Ambition (2012), lo calificó como uno de los temas «clave» del álbum y, de manera similar, Sebas E. Alonso de Jenesaispop afirmó que se trataba de una de las «joyas» del material. De la revista Vibe, el editor Touré mencionó que la intérprete continúa ofreciendo «eslóganes espirituales» en «Sky Fits Heaven», a la que llamó una de sus mejores canciones.
Ignacio D'Amore y Mariano López de la Enciclopedia Gay (2012) lo denominaron un «temazo para bailar hasta desfallecer», mientras que Gabriel Rojo, autor de Canciones, Sonidos y lo que Sigue (2014), escribió que era «un viaje trance de alto nivel, una experiencia que suena similar a lo que Buddha hubiese podido expresar de haberse adentrado en una discoteca». De la revista Billboard, Larry Flick mencionó que era un «majestuoso himno grabado con líneas de piano cinemáticas», y Michael Paoletta admitió que «todavía no podemos evitar que se nos ponga la piel de gallina al escuchar[la]». Nicholas Fonseca de Entertainment Weekly escribió que la pista mostraba a Madonna «en la cima de su juego, que está en constante cambio». Rob Sheffield de Rolling Stone declaró que el anuncio de Gap del cual se basaba la letra era «al menos un lugar interesante para buscar los secretos del universo». En un comentario ambivalente, Ron Moy opinó en el libro Kate Bush and Hounds of Love (2013) que, independientemente de la calidad de las colaboraciones de Madonna con productores y compositores «a la moda», la autoría de las canciones «recae, a menudo de manera significativa, sobre los hombros del colaborador más que sobre la artista». En este sentido, manifestó que muchas de las texturas utilizadas en este y otros temas del disco, como el uso de sintetizadores o filtros de audio, eran típicas de la obra de Orbit y no de Madonna, por lo que «Sky Fits Heaven» llevaba la «huella» de su coautor y productor, mientras que la cantante quedaba relegada solo como «invitada» en su propia canción.
En reseñas retrospectivas, Vu Huy Chu-Le de Medium la nombró una de las «pistas esenciales» de Ray of Light. Matthew Barton de Attitude, en un artículo por el vigésimo aniversario del disco, la llamó una canción «hermosa» que encajaba con los temas centrales sobre el renacimiento, la renovación y la autorreflexión. Agregó que florece «en un estribillo clásico con una inmensa melodía de Madonna/Leonard». Gabriel Orqueda de la revista Silencio la describió como una «epifanía trance», y Stephen Sears de Idolator expresó que sonaba «estremecedora» en un gran sistema de sonido. Del sitio Logo, el editor y periodista Matthew Rettenmund la incluyó en el cuarto puesto de las mejores canciones del álbum —por detrás de los sencillos «Frozen», «Drowned World/Substitute for Love» y «Ray of Light»— y la consideró la más «desfavorecida notoriamente» de todo el material.
Andrew Unterberger de Billboard la colocó en el 52.° lugar de las cien mejores canciones de Madonna y la denominó una de las más «ambiciosas» de la cantante de la década de 1990. Sebas E. Alonso de Jenesaispop también la clasificó en la misma posición en su lista de las sesenta canciones más destacadas de la intérprete; aseguró que habría sido un «excelente» sencillo de Ray of Light y «algunos habrían disfrutado a lo grande de un vídeo de esta producción». Christopher Rosa de VH1 lo nombró el sexto tema más infravalorado de toda su carrera e indicó que los pitidos electrónicos «ayudan a enviar esta canción a otro universo». En un conteo sobre los quince mejores «no-sencillos» de la artista, Sal Cinquemani de Slant Magazine lo ubicó en la novena posición y escribió que era «una maravilla no por los sermones new age de Madonna, sino por su hook celestial y el uso impecable de Orbit de las tecnologías analógicas y digitales, marcado por guitarras eléctricas y fills de batería construidos a partir de pequeños fragmentos de sonido». También figuró en listas de otras publicaciones como Boy Culture, Logo y Parade.

## Presentaciones en vivo
El 14 de febrero de 1998, semanas antes del lanzamiento de Ray of Light, Madonna realizó un concierto sorpresa en The Roxy de Nueva York ante un público de entre 2500 a 2750 espectadores, lo que marcó su primera actuación en un club nocturno en más de diez años. Calderone fue el telonero de la presentación y, tras una espera de 45 minutos, apareció en el escenario con el cabello rubio rizado y un abrigo negro ondulado, que luego se quitó para revelar un vestido de seda del mismo color diseñado por Jean-Paul Gaultier; estuvo acompañada de Orbit en los teclados y sintetizadores e interpretó tres canciones del disco: «Sky Fits Heaven», «Shanti/Ashtangi» y una versión extendida de «Ray of Light». Larry Flick de Billboard señaló que «flotó en el escenario [y] cantó jadeante Sky fits heaven so fly it, en medio de un torbellino de riffs electrónicos de teclado proporcionados por el techno William Orbit». Dakota Smith de MTV comentó que Madonna «solo necesitó una canción, "Sky Fits Heaven", para dejar en claro que está de regreso, lista para dominar la escena musical». Además, elogió su voz «fuerte y contundente», que por momentos sonaba «misteriosamente etérea», en un estilo parecido a Björk.

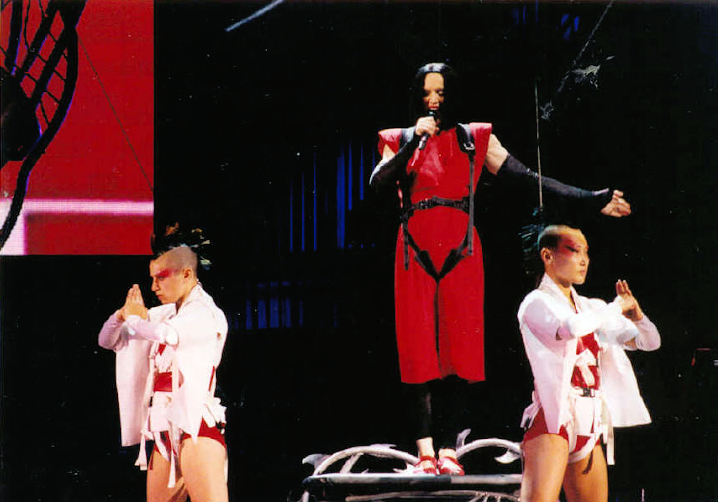
Madonna interpretando «Sky Fits Heaven» durante uno de los conciertos de la gira Drowned World Tour (2001)

Tres años después, presentó el tema en la gira mundial de 2001 Drowned World Tour como parte de un popurrí con «Mer Girl», también de Ray of Light. Era la décima canción del repertorio y figuró en el segundo segmento del espectáculo —titulado Geisha Girl— con temática japonesa. La presentación, así como el segmento en general, contaba la historia de una mujer abusada, quien decide vengarse y conseguir la «liberación definitiva». El vestuario, diseñado por Jean-Paul Gaultier e inspirado en la novela Memorias de una geisha (1997), consistió en un par de leotardos sin pies, un kimono rojo debajo de un arnés, guantes negros sin dedos con mangas largas adjuntas y una peluca del mismo color. La cantante iniciaba con un fragmento de «Mer Girl» sobre una plataforma elevada y luego el ritmo se aceleraba «considerablemente» para continuar con «Sky Fits Heaven». El escenario se convertía en una batalla de artes marciales —inspirada en la película china Wò hǔ cáng lóng (2000) de Ang Lee— entre la artista y sus bailarines representados como ninjas y samuráis; en algunas partes de la actuación, saltaban y volaban de un extremo al otro del escenario sostenidos por arneses y cables. Al concluir la batalla, cantaba los últimos versos de «Mer Girl», mientras que en la pantalla central se mostraba a una Madonna golpeada, magullada y con aspecto «fantasmal», quien luego sonreía «macabramente» ante la cámara, al tiempo que su nariz sangraba. Al final de la presentación, se quitaba la peluca «dramáticamente», sacaba una escopeta y disparaba a uno de los bailarines personificado como samurái. Desaparecía del escenario, lo que daba fin a la interpretación y al segmento, y proseguía una remezcla del sencillo «What It Feels Like for a Girl» (2001).
Con el objetivo de «desafiar la gravedad» durante la actuación, Madonna tomó lecciones para aprender a saltar hábilmente con arneses y cables. Alex Magno, coreógrafo de la gira, mencionó que había resultado «muy difícil» idear y desarrollar todo el número debido a las diferentes artes marciales, por lo que la cantante y los bailarines tuvieron que ser entrenados. En total, les llevó dos semanas ensayar la presentación. Como reseñas, el biógrafo y periodista J. Randy Taraborrelli la denominó «impresionante»; Sal Cinquemani de Slant Magazine la describió como una «frenética batalla de techno»; Francesco Falconi lo llamó el «momento más escenográfico de todo el espectáculo»; y Colin Jacobson de DVD Movie Guide la consideró «rebuscada, pero aun así genial». En el libro Madonna: Like an Icon (2007), Lucy O'Brien la calificó como una «secuencia espectacular» y mencionó que la cantante tenía un «aire de vengadora como la diosa Kali y la aterradora intensidad de películas de terror japonesas como Ringu». Clive Young de Allmusic encontró sorprendente que «cantara cada nota» en vivo para el público. Por el contrario, Phil Gallo de Variety señaló que parecía una «combinación de acrobacias del Cirque du Soleil» y añadió que, aunque «aspira a ser un cuento moral (¿ser fuerte?, ¿matar a tus demonios?), en realidad satura la presentación musical». La interpretación se incluyó en el VHS/DVD Drowned World Tour 2001, filmado el 26 de agosto en The Palace of Auburn Hills, en Míchigan.

## Lista de canciones y formatos
- CD

| Victor Calderone Remixes |                        |                |          |  |
| N.º                      | Título                 | Artista        | Duración |  |
| 1.                       | «Ray of Light»         | Madonna        | 9:29     |  |
| 2.                       | «You Better»           | Mt Rushmore    | 10:23    |  |
| 3.                       | «Tell Me»              | Billie Myers   | 8:12     |  |
| 4.                       | «Heaven's What I Feel» | Gloria Estefan | 8:32     |  |
| 5.                       | «Frozen»               | Madonna        | 11:25    |  |
| 6.                       | «Push It»              | Garbage        | 7:20     |  |
| 7.                       | «Sky Fits Heaven»      | Madonna        | 10:28    |  |

## Posicionamiento en listas
| País (Lista 1998)                 | Posición más alta |
| --------------------------------- | ----------------- |
| Estados Unidos (Dance Club Songs) | 41                |

## Historial de lanzamientos
| Región         | Fecha                | Formato | Discográfica       | Ref.   |
| -------------- | -------------------- | ------- | ------------------ | ------ |
| Estados Unidos | 2 de octubre de 1998 | CD      | Sony Music Studios | [ 17 ] |

## Créditos y personal

### Dirección
- Grabación en Larrabee Studios North (Universal City, California).
- Masterización en Sterling Sound Studios (Nueva York).

### Personal
- Madonna: voz, composición, producción
- Patrick Leonard: composición, producción
- William Orbit: producción
- Pat McCarthy: ingeniería
- David Reitzas: ingeniería
- Matt Silva: ingeniería
- Mark Endert: ingeniería
- Jon Englesby: ingeniería
- Ted Jensen: masterización

Créditos adaptados de las notas de Ray of Light.